# Heterospio longissima
Heterospio longissima är en ringmaskart som beskrevs av Ehlers 1874. Enligt Catalogue of Life ingår Heterospio longissima i släktet Heterospio och familjen Heterospionidae, men enligt Dyntaxa är tillhörigheten istället släktet Heterospio och familjen Longosomatidae. Arten har ej påträffats i Sverige. Inga underarter finns listade i Catalogue of Life.